# 阿尔布斯
阿尔布斯（義大利語：Arbus），是意大利撒丁大区南撒丁省的一个市镇。总面积267.16平方公里，人口6659人，人口密度24.9人/平方公里（2009年）。ISTAT代码为106001。